# Шортабулат
Шортабулат или Шортаболат (каз. Шортаболат) — горько-солёное озеро в Узункольском районе Костанайской области Казахстана. Находится в 5 км к северо-востоку от села Пресногорьковка.
По данным топографической съёмки 1959 года, площадь поверхности озера составляет 1,11 км². Наибольшая длина озера — 1,2 км, наибольшая ширина — 1,1 км. Длина береговой линии составляет 3,9 км, развитие береговой линии — 1,04. Озеро расположено на высоте 150,7 м над уровнем моря.